# Socket 771
Socket J (znany też jako Socket 771 lub LGA 771) – gniazdo procesora wprowadzone przez firmę Intel w 2006 roku. Używany w serwerowych procesorach Intela, Dual-Core Xeon (nazwa kodowa „Dempsey” i „Woodcrest”) oraz Quad-Core Clovertown i Harpertown, jak również w nowej generacji procesorów Core 2 Extreme. Słowo „socket” teraz jest niewłaściwą nazwą, ponieważ płyta główna LGA771 nie ma żadnych otworów; zamiast tego, ma 771 wystających pinów, które dotykają styków na spodzie procesora. Następną jest LGA 1366 (i7 i Xeony serii 55)
Jak nazwa sugeruje, jest to gniazdo z 771 stykami. Litera „J” w „Socket J” odnosi się do anulowanego procesora o nazwie kodowej „Jayhawk”, który był planowany do zadebiutowania równocześnie z tym interfejsem. LGA 771 był planowany jako następca Socket 604 i przejął dużo z jego projektu.